# 纯钧
純均也称纯钩或淳钧。相传與湛盧、勝邪、魚腸、巨闕等寶劍同为春秋战国时著名铸劍師欧冶子所铸，屬越王句踐所有。被相劍師薛燭點評為即使以骏马千匹、有市集之乡村兩处、千戶城池两座而不換。

## 記載文獻
- 《越絕外傳記寶劍》第13：
- 《文选·吴都赋》
- 《淮南子·修务》